# 小相手蟹属
小相手蟹屬（学名：Nanosesarma），舊屬方蟹科，現從新分類作方蟹總科相手蟹科。
本屬物種主要在東南亞出現，計有：印尼的加里曼丹岛、爪哇及其他島嶼、马来半岛、新加坡、泰國、菲律宾、中国大陆的海南岛、广东、福建、浙江、河北等地，以至印度洋的印度、马达加斯加及非洲大陸在印度洋沿岸的马达加斯加、索馬里及坦桑尼亞亦有出沒。當中以小相手蟹的分佈最為廣泛。
生活环境为海水，一般生活于半咸水地区红树林的泥滩沼泽中或栖息于低潮线岩石旁。

## 物種
本屬包含11個物種，分別如下：
- 安氏小相手蟹 Nanosesarma andersonii (de Man, 1888)，安德森小相手蟹
- 印尼小相手蟹 Nanosesarma batavicum (Moreira, 1903)
- Nanosesarma edamense (de Man, 1887)
- Nanosesarma jousseaumei (Nobili, 1906)
- 小相手蟹 Nanosesarma minutum (de Man, 1887)
- Nanosesarma nunongi Tweedie, 1950
- 刺指小相手蟹 Nanosesarma pontianacense (de Man, 1895)
- 萨利小相手蟹Nanosesarma sarii Naderloo & Türkay, 2009
- Nanosesarma tweediei (Serène, 1967)
- 毛线小相手蟹 Nanosesarma vestitum (Stimpson, 1858)

WoRMS不承認戈氏小相手蟹，認為只是小相手蟹的異名。